# Buschanen

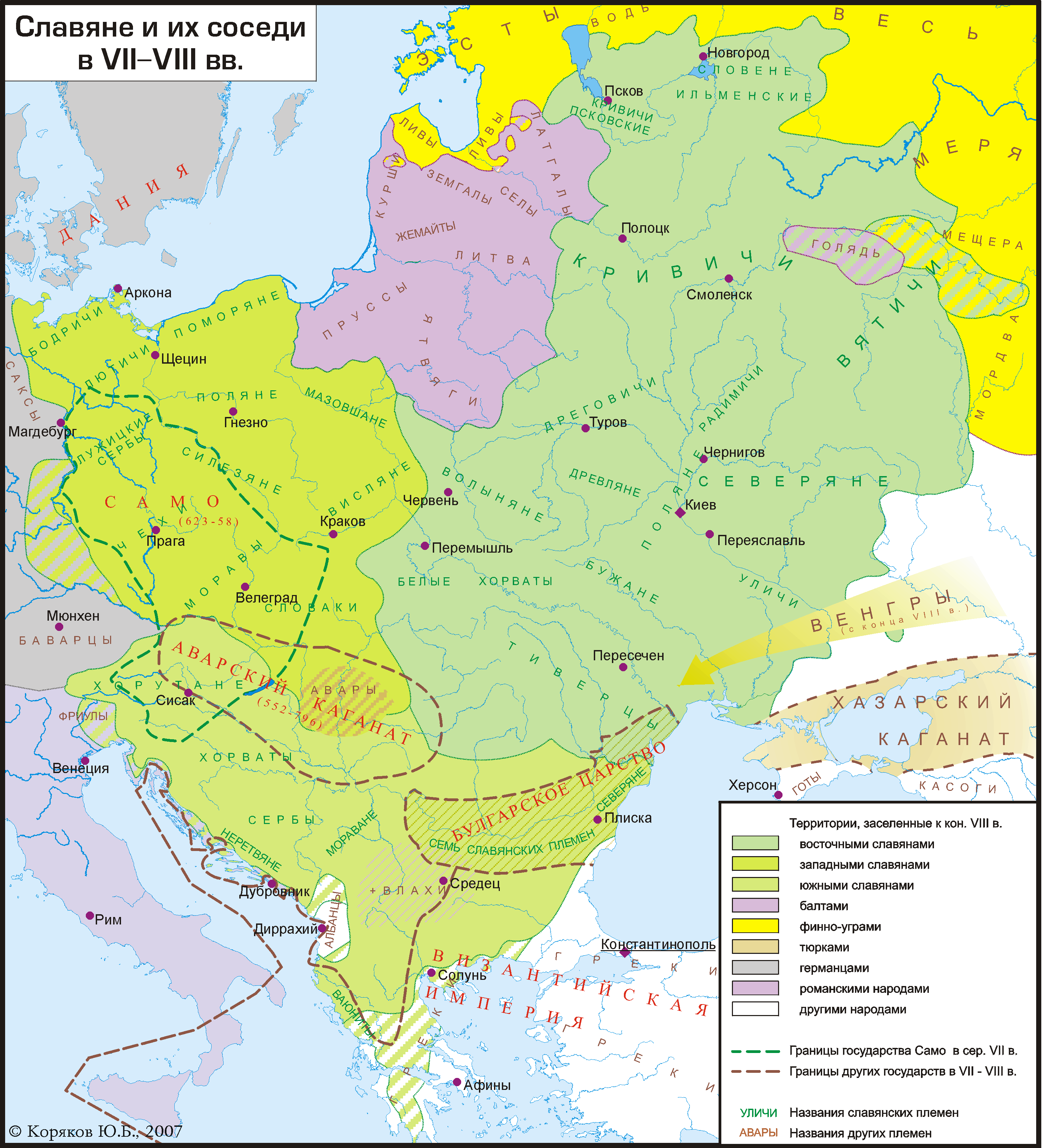
Die Buschanen (Бужане) im 7. und 8. Jahrhundert als Teil der ostslawischen Stämme (graugrün)

Die Buschanen (polnisch Bużanie, ukrainisch Бужани Buschany, russisch Бужане Buschane) waren ein slawischer Stamm vor der Entstehung der Kiewer Rus. Sie bewohnten die Gegend beiderseits des Oberlaufes des Westlichen Bugs im Gebiet der heutigen Ukraine.

## Name
Daher leitet sich auch der Name ab: Bug > Buschanen, auszusprechen mit stimmhaftem sch, also eigentlich Bužanen.

## Geschichte
Im 9. Jahrhundert erwähnt der Bayerische Geograph die Buschanen erstmals und nennt die Zahl von insgesamt 230 kleineren Burgen (d. h. Siedlungszentren). Im 10. Jahrhundert kommen sie zur Kiewer Rus. Die  Nestorchronik nennt  die Burg Busk als Zentrum. Bald darauf, zu Beginn des 11. Jahrhunderts gehen sie offensichtlich in den Verband der Wolhynier ein und verschwinden als eigenständiges Volk aus den Chroniken.
Manche Forscher glauben, dass sowohl die Buschanen als auch die Wolhynier von den Duleben abstammten.